# Acord de confidencialitat
Un acord de confidencialitat (ADC), acord de no divulgació (en anglès non-disclosure agreement o NDA1), també referits com contractes o convenis de confidencialitat, és un contracte legal entre almenys dues entitats per compartir material confidencial o coneixement per a certs propòsits, però restringint el seu ús públic. Formalment, aquests textos es poden titular també com Acord de confidencialitat i no divulgació. Un ADC estableix una relació confidencial entre els participants per protegir qualsevol secret comercial. Per tant, un ADC pot protegir informació d'una empresa privada.
Els ADC es signen habitualment quan dues empreses o individus acorden alguna relació comercial i necessiten entendre els processos usats a l'altra companyia amb el propòsit d'avaluar l'interès d'aquesta relació. Els acords de confidencialitat poden ser mutus, de manera que les dues parts tenen restriccions d'ús de la informació proporcionada, o poden afectar només a una de les parts.
També és habitual que un empleat signi un acord de confidencialitat o acord similar en el moment de la seva contractació. Són molt comuns en el camp de les tecnologies de la informació.

## Contingut
Algunes característiques comunes previstes en un acord de confidencialitat són:
- Les parts afectades
- L'objecte de l'acord: generalment hi ha clàusules de confidencialitat i de no elusió mútua relativament a les possibilitats de negoci
- La definició d'informació confidencial
- Les excepcions a què ha de ser confidencial. Generalment, les restriccions d'ús de la informació no són vàlides si
  - El receptor ja tenia coneixement d'aquestes matèries
  - El receptor ha obtingut aquesta informació per altres fonts (que han obtingut la informació de forma legal)
  - La informació és pública
- Temps durant el qual s'ha de mantenir la confidencialitat i l'acord de no eludir l'un a l'altre
- Temps durant el qual l'acord s'estableix.